# Futbolniy Klub Silmash
FC Portovik-Energiya Kholmsk (em língua russa: ФК «Портовик‑Энергия» Холмск) é um clube de futebol sediado em Kholmsk, no Oblast de Sacalina.
Atualmente está licenciado das competições de âmbito profissional.